# Василевський Микола Олександрович
Василевський Микола Олександрович (17.04.1895, м. Білопілля Сумський повіт Харківської губернії, сучасний райцентр Сумської області — дата смерті невідома) - український військовик , інженер-гідротехнік; військове звання— хорунжий артилерії Армії УНР.
Відповідно до українського законодавства є борцем за незалежність України у XX столітті.

## Біографія
Микола Василевський народився в сім’ї Олександра іМарії Василевських. Він закінчив 6 класів Олександрівської гімназії (м. Білопілля,1913). У своєму “Короткому життьописі” зазначив: 
“Українець, православний, парубок (...) З 1913 р. по 1 січня 1915 р. служив рахівником в Управлінні правобережних залізниць. З 1 січня 1915 р. вступивна військову службу однорічником в4 запасний гарматний дивізіон. На військовійслужбі знаходився до 17 квітня1918 року. 17 квітня 1918 р. звільнений по демобілізації Київським військовим начальником. Знов поступив на службу Управління правобережних залізниць, де знаходився до 28 січня 1919 року. 28 січня 1919 р. мобілізований по наказу Головного Отамана Армії УНР. Служив у Запорозькій дивізії. В Армії УНР перебував до 16 березня 1923 року. 16 березня 1923 року перейшов кордон ЧСР. Зараз знаходжусь на матуральних курсах в Празі. Постійне перебування на Україні: м. Київ, вулиця Златоустівська, будинок ч. 60. 14 липня 1924 року Подєбради”.

Батьки мешкалив Києві. Зарахований 29 жовтня 1924 р. на меліоративний підвідділ інженерного факультету УГА. Диплом інженера-гідротехніка здобув 19 жовтня 1929 року".
У листі до Валентина Сім’янціва Гаврило Гордієнко розповів, що орієнтовно у жовтні 1944 він перебував разом з М. Василевським у т. Штрасгоф біля Відня. Був мобілізований німцями копати окопи “на словацько-австрійських границях”. Десь там і безвісти пропав.